# Sulfato de cromo(II)
Sulfato de cromo(II) ou Sulfato de crômio(II) se refere a um composto inorgânico cuja fórmula química é CrSO4(H2O)x. O sal pentahidratado é um sólido azul bastante solúvel em água. Soluções com de cromo (II) são facilmente oxidadas pelo ar em compostos de Cr (III). Soluções de Cr (II) são utilizadas em casos específicos como agente redutor em síntese orgânica. 
O sal é produzido por tratamento do metal de cromo com uma solução de ácido sulfúrico: 
Cr  +  H2SO4  +  5 H2O   →   CrSO45(H2O)  +  H2
Pode ser produzido, também, pela reação de sais de sulfato e acetato de cromo (II) ou, para aplicação in situ, redução do sulfato de cromo (III) com zinco metálico.

## Estrutura
Em soluções aquosas o sulfato de cromo (II) forma um complexo com a água, que presumidamente  é de seis ligantes. A estrutura cristalina é similar ao sulfato de cobre (II) com suas águas de coordenação: pentahidratado, trihidratado e monohidtratado. Em todos esses compostos , o cromo  (II) do centro adota uma geometria molecular octaédrica sendo coordenado por seis oxigênios advindos das moléculas de água e sulfato. 